# The Nature of the Beast (film 1919)
The Nature of the Beast è un film muto del 1919 diretto da Cecil M. Hepworth.

## Trama
Una rifugiata belga sposa un costruttore di aerei ma viene ricattata da un tedesco che l'aveva violentata.

## Produzione
Il film fu prodotto dalla Hepworth.

## Distribuzione
Distribuito dalla Butcher's Film Service, il film uscì nelle sale cinematografiche britanniche nel giugno 1919.
Si pensa che sia andato distrutto nel 1924 insieme a gran parte degli altri film della Hepworth. Il produttore, in gravissime difficoltà finanziarie, pensò in questo modo di poter almeno recuperare l'argento dal nitrato delle pellicole.